# (46610) Bésixdouze
(46610) Bésixdouze, også kendt under den oprindelige midlertidige betegnelse 1993 TQ1, er en asteroide der bevæger sig i den indre del af asteroidebæltet. Det franske navn oversættes til dansk som Besekstolv. B612 er navnet på den fiktive asteroide som Den lille prins (et eventyr af Saint-Exupéry) boede på. Den virkelige asteroide blev opdaget den 15. oktober 1993 af de to japanske amatørastronomer Kin Endate og Kazuro Watanabe.
Bésixdouze kredser om Solen i en afstand på ml. 1,9 - 2,7 AE. Den er 3 år og lidt over 4 måneder (1.249,2 døgn) om et omløb og bevæger sig i et plan med en banehældning på 2,4° fra ekliptika. Asteroiden kræver et teleskop for at kunne ses, da den har en absolut størrelsesklasse på 15,4.
Navnet er valgt efter uafhængige forslag fra F. Hémery og J. Grygar. Som kuriosum kan nævnes at navngivne asteroiders fortløbende serienummer, i dette tilfælde 46610, bliver til B612 hvis det skrives i hexnotation.